# Catocala antinympha

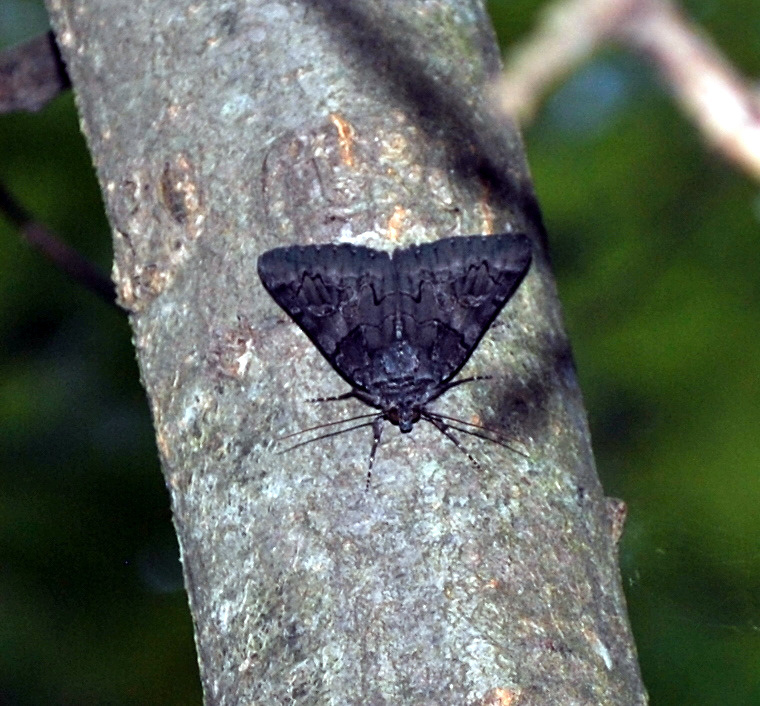
Falter in Ruheposition

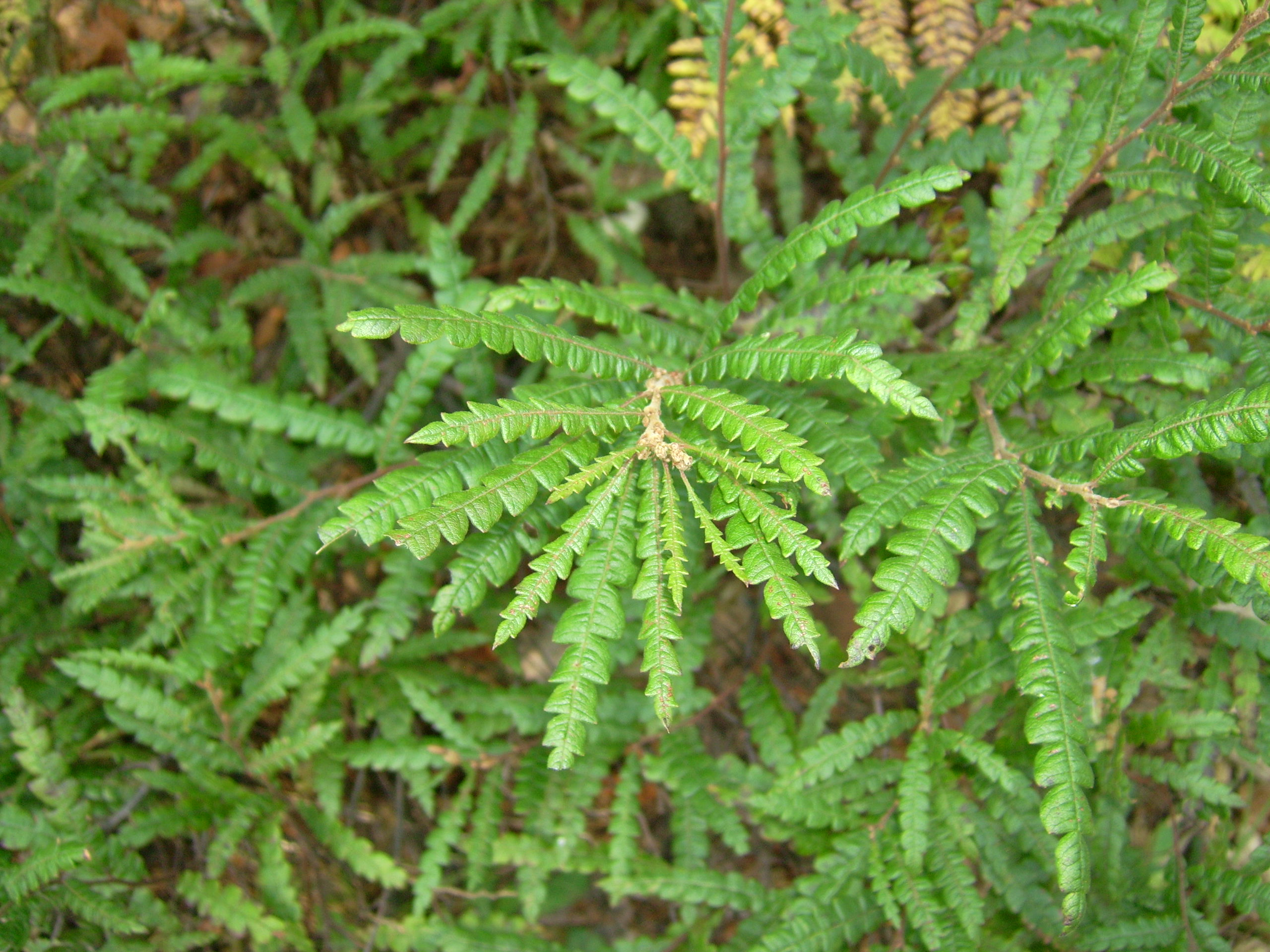
Farnmyrte, die Nahrungspflanze der Raupen

Catocala antinympha ist ein in Nordamerika vorkommender Schmetterling (Nachtfalter) aus der Familie der Eulenfalter (Noctuidae).

## Merkmale

### Falter
Die Falter erreichen eine Flügelspannweite von 45 bis 55 Millimetern. Die Farbe der Vorderflügeloberseite, von der sich Zeichnungselemente nur undeutlich abheben ist dunkel- bis schwarzbraun, zuweilen leicht dunkel violett schimmernd. Lediglich die Sub-Nierenmakel tritt bei einigen Exemplaren etwas aufgehellt hervor. Die Hinterflügeloberseite variiert von gelb bis orange und zeigt ein breites schwarzes Saumband sowie ein ebenfalls schwarzes, gewelltes Mittelband.

### Raupe
Ausgewachsene Raupen sind hellgrau gefärbt und mit vielen weißen Punktwarzen versehen. Der Rücken- und Nebenrückenbereich ist mit vielen sehr kleinen braunen Punkten und unterbrochenen Linien überzogen. Der Seitenbereich hat eine rotbraune Farbe.

### Ähnliche Arten
Aufgrund der sehr dunklen Vorderflügelzeichnung ist die Art unverwechselbar.

## Verbreitung und Lebensraum
Catocala antinympha kommt in den östlichen und einigen zentralen Regionen Nordamerikas verbreitet bis lokal vor. Die Art besiedelt in erster Linie Ufergebiete. 

## Lebensweise
Die nachtaktiven, univoltinen Falter sind zwischen Juli und September, schwerpunktmäßig im August anzutreffen. Sie besuchen künstliche Lichtquellen und Köder. Tagsüber ruhen sie gerne an Baumstämmen. Die Raupen ernähren sich von den Blättern der Farnmyrte (Comptonia peregrina) (englisch: sweetfern). Im englischen Sprachgebrauch wird die Art deshalb als Sweetfern Underwing bezeichnet.